# Myles Kennedy
Myles Richard Kennedy (Spokane, Washington, 27 de noviembre de 1969) es un músico estadounidense. 
Conocido por su amplio rango vocal, es un exprofesor de guitarra en el área de Spokane que ha aparecido como invitado de los espectáculos en vivo y sesiones de grabación de numerosas bandas en los últimos años. Desde 2004, ha sido el vocalista y guitarrista de Alter Bridge junto al guitarrista de Creed, Mark Tremonti. Antes de eso, entre 1993 y 1996, fue el cantante y guitarrista en la banda de fusión jazz Citizen Swing y, posteriormente, lideró la banda de rock alternativo The Mayfield Four, que se separó en 2002. Entre sus proyectos más recientes está un álbum en solitario que salió a finales de 2024.
A pesar de que sufre acúfeno, afirma que tiene «una pérdida de audición normal para alguien que ha estado cantando tanto tiempo [y que sigue] manteniéndolo bajo control».

## Biografía

### Primeros años
Myles Richard Bass conocido como Myles Kennedy nació el 27 de noviembre de 1969 en Boston, Massachusetts, y luego vivió en Northern Idaho. De niño, su familia se mudó a Spokane, Washington, donde creció en una familia cristiana en una granja. Su padre, Richard Bass murió cuando él tenía solo 4 años, al poco tiempo su madre se casó con un pastor, y entonces la familia tomó el apellido Kennedy. Antes de que Myles comenzara el instituto, escuchaba a Led Zeppelin, Marvin Gaye, Stevie Wonder, y John Sykes. Myles empezó a tocar la trompeta cuando tenía diez años, y estuvo en una banda con sus mejores amigos a la edad de 13 años. Más adelante compró una guitarra eléctrica y empezó a imitar el estilo de Jimmy Page al tocar dicho instrumento. 
Kennedy cuenta que su nivel de canto lo encontró al escuchar a artistas como Marvin Gaye, Stevie Wonder y que fue influenciado por Robert Plant. Kennedy tocó la guitarra y la trompeta para su banda de jazz en la escuela, también practicaba Heavy Metal en una banda llamada Bittersweet con algunos de sus amigos estando Zia Uddin en la batería, Jason Stewart como voz principal, Mark Terzenbach (más tarde Chris Steffens) en el bajo y Myles en la guitarra principal. En 1988, al terminar la escuela secundaria se preparó para estudiar música.

## Carrera

### Cosmic Dust y Citizen Swing: 1990-1995
Al graduarse de la escuela secundaria en 1988, Kennedy se inscribió en un programa de Estudios Comerciales de Música/Jazz en el Spokane Falls Community College. Utilizando las habilidades que aprendió de este curso, en 1990 comenzó a tocar la guitarra para un grupo de jazz llamado la Cosmic Dust Fusión Band, que fue formada por el teclista Jim Templeton en 1980. El trabajo de guitarra de Kennedy con Cosmic Dust era muy avanzado; utilizando su conocimiento de la teoría del jazz en conjunto con sus habilidades técnicas avanzadas, entretejiendo técnicas difíciles tales como cambios de acorde en impulso y trituración precisa con música de rock, se convirtió en un guitarrista bien-respetado entre los músicos locales. El primer álbum de Cosmic Dust, Journey, fue lanzado en 1991. El álbum fue bien recibido por los críticos. En 1993, la canción "Spiritus" ganó el Washington State Artist Trust Grant por $5,000.
Después del lanzamiento de Journey, Kennedy dejó Cosmic Dust para empezar a trabajar en una nueva banda que se convertiría en Citizen Swing, para la cual Kennedy proporcionó tanto voces como guitarra principal. Se describían como "una banda que combinaba los sonidos de funk, soul, R&B, blues y alternativo en un sonido único y cohesivo" y como "Stevie Ray Vaughn conoce a Stevie Wonder y luego algunos". Lanzaron su primer álbum, Cure Me with the Groove, en 1993. Este álbum presentaba a Kennedy (quien ayudó a producir el álbum), el guitarrista de ritmo Craig Johnson, el bajista Dave Turner (también de Cosmic Dust), el baterista/percusionista Mike Tschirgi, y el trompetista Geoff Miller. El segundo y último álbum de Citizen Swing se llamó Deep Down y fue lanzado en 1995. La banda se disolvió el mismo año. Toda la música y las letras de ese álbum fueron escritas por Kennedy. Journey, Cure Me with the Groove, y Deep Down son todos álbumes muy raros y son muy buscados por los fanes.

### The Mayfield Four: 1995-2002
En 1995, Kennedy comenzó a enseñar guitarra en una tienda llamada Rock City Music. En agosto de 1996, se convirtió en el vocalista y guitarrista principal de The Mayfield Four, una banda de rock que formó con sus amigos de la infancia Zia Uddin, Marty Meisner, y Craig Johnson (también de Citizen Swing). Se firmó un contrato con Epic Records gracias a una demo aclamada críticamente llamada Treinta Dos Puntos Cinco Horas que la banda grabó en 1996, seguido de una obra en vivo extendida llamada Motion en 1997. El álbum debut de The Mayfield Four, Fallout, fue apoyado con una gira de quince meses con bandas como Creed, Big Wreck y Stabbing Westward-. El álbum fue elogiado por los críticos, pero falló en la gráfica, y en última instancia se convirtió en el único álbum de la banda para presentar el guitarrista de ritmo Craig Johnson, que fue despedido de la banda por razones no reveladas.
Después de la gira de Fallout, Kennedy hizo una aparición en la película de 2001 Rock Star protagonizada por Mark Wahlberg y Jennifer Aniston. Dijo que recibió una llamada de su mánager diciéndole que los cineastas necesitaban a alguien que pudiera cantar alto y que su nombre fue sugerido. En el plató de la película, se reunió con Wahlberg junto con Zakk Wylde y Jason Bonham, que también apareció en la película junto a varios otros músicos notables. Kennedy era el único actor de la película cuya voz cantaba. En la película, paralelamente a una escena al principio de la película, el personaje de Kennedy (Mike, también conocido como "Thor") es notado por el personaje de Wahlberg, Chris "Izzy" Cole, el cantante principal de la banda favorita de Thor, Steel Dragon. Izzy saca a Thor al escenario y canta el resto de la canción con él, diciéndole que termine el resto del concierto de la banda. La película fue recibida con críticas mayoritariamente mixtas, obteniendo una puntuación del 52% "Rotten" en Rotten Tomatoes.
El segundo y último álbum de The Mayfield Four, Second Skin, fue lanzado en junio de 2001. Desde entonces, Kennedy ha dicho que es uno de los registros más personales que ha hecho. El álbum ha sido aclamado críticamente y Kennedy ha comentado cómo éste y Fallout son mucho más populares ahora que cuando fueron lanzados.
Aunque popular, The Mayfield Four nunca obtuvo suficiente exposición para irrumpir en la escena mainstream. En 2002, el futuro de la banda comenzó a parecer improbable, y Kennedy comenzó a grabar nueva música, que describió como "Daniel Lanois conoce a Massive Attack." La banda se detuvo ese año, y finalmente se disolvió. En una entrevista con Pulse Weekly en 2004, Kennedy dijo que fue porque estaba "quemado con toda la industria del rock en ese momento". Sin embargo, tres canciones inéditas previamente aparecieron en una página de Myspace fan-run dedicada y aprobada por The Mayfield Four a principios de 2010, causando rumores de una posible reunión para comenzar a circular. Sin embargo, cuando se le preguntó acerca de esto durante una entrevista, Kennedy respondió que no ve que esto vaya a suceder.

### Audición para Velvet Revolver: 2002
Después que The Mayfield Four se separara, y debido a que sufría de acúfeno en las grabaciones. Kennedy cayó en una profunda depresión en 2002. Él dijo: ''No puedo hacerlo más. Mis oídos no me dejarán''. También afirmó que se sentía ''desilusionado con la música y la industria'', así que se alejó de todo lo referente a la producción y volvió a dar clases de guitarra. De igual manera en 2002 fue contactado por el exguitarrista de los Guns N' Roses, Slash, quien estaba buscando un vocalista para la banda que estaba formando, pero Kennedy rechazó la oferta. Otros rumores afirman que Kennedy envió un demo a la banda que se dice que fue rechazado por Matt Sorum. Kennedy cuenta que ''En 2002 se aproximaron a mí, cuando se estaban juntando entre ellos. Me enviaron un demo por un mes, y a mí realmente no me llegó''.

### Alter Bridge: 2003-presente

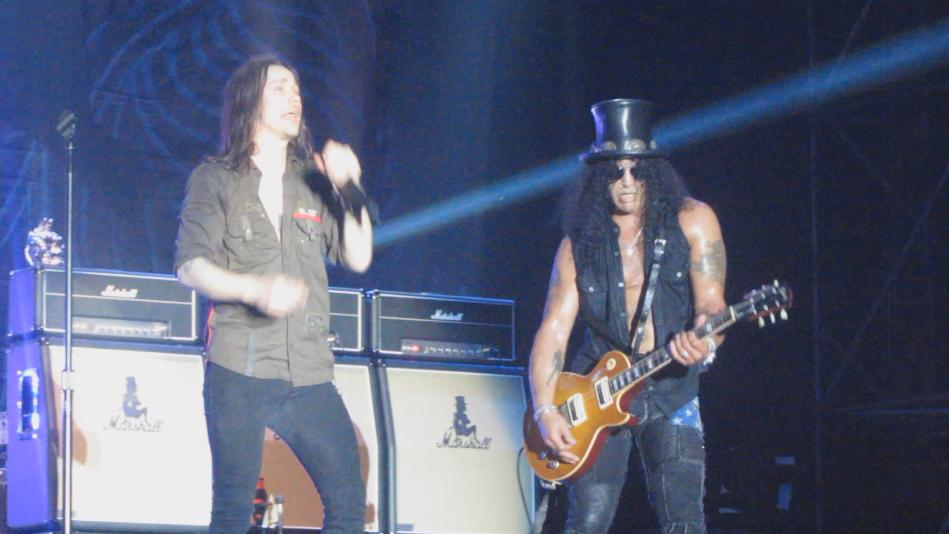
Myles Kennedy & Slash (2011).

Luego de años sin estar en un proyecto activo, en 2003 fue llamado por el guitarrista de Creed, Mark Tremonti, quien le pide unirse a una nueva banda que estaba formando para cantar las canciones que recientemente había escrito. Tremonti, el baterista Scott Phillips se reunieron con el bajista Brian Marshall para formar un nuevo proyecto, ya que Creed se había separado por diferencias creativas con el vocalista Scott Stapp. Esta fue la llamada que cambió la vida de Kennedy. El nombre Alter Bridge se debe a un puente que se ubicaba cerca de la casa de Tremonti en Detroit, fue oficialmente formado en enero de 2004. Coincidiendo con el anunciamiento oficial de la formación de la banda y el álbum debut, One Day Remains, junto con los sencillos publicados, Open Your Eyes. One Day Remains fue publicado en 2004 por Wind-Up Records. Recibió diversas críticas, desde las más aclamadas a las más negativas, y fue certificado como oro por RIAA. Los otros dos sencillos, Find The Real y Broken Wings fueron publicados. One Day Remains fue el único álbum por una banda en donde Myles como miembro oficial de la banda no recibe créditos por tocar la guitarra. 
Luego del gran éxito que tuvo la gira al promocionar el disco, la banda se encerró en el estudio a grabar su segundo álbum titulado Blackbird, que fue publicado en 2007 con muy buenas críticas recibidas por Universal Republic. A diferencia de One Day Remains donde la mayoría de las canciones fueron escritas por Mark Tremonti, en Blackbird, Myles recibe más créditos contribuyendo a las partes de guitarra y escritura de las canciones. En 2007 se embarcaron en una gira para promocionar el disco y en 2008 grabaron un concierto titulado ''Live From Amsterdam'' cual fue publicado en 2009 por Amazon.com. Ese concierto sería publicado en las tiendas alrededor de 2011 luego de varias masterizaciones.
Alter Bridge se tomó un descanso temporal a principios de 2009 con sus miembros trabajando en otros proyectos, pero la banda continuó escribiendo música en todo el año. En 2010 se volvieron a juntar para trabajar en su tercer disco titulado, AB III, el cual fue publicado en 2010 por Roadrunner Records. Para el álbum, Myles decidió escribir letras basadas en sus propias experiencias personales con la fe y sus creencias. El disco es considerado líricamente como el más oscuro de la banda, y según Myles su favorito desde Second Skin que grabó con The Mayfield Four. AB III fue aclamado mundialmente, y la banda se embarcó en una gira mundial, donde grabaron su segundo concierto titulado ''Live at Wembley'', que fue publicado el 26 de marzo de 2012.
La banda se volvió a reunir a fines de 2012 para grabar desde abril hasta julio de 2013 su cuarto disco, Fortress. El disco finalmente se publicó el 30 de septiembre de 2013. Luego de su posterior gira, la banda se tomó un descanso de aproximadamente tres años para concentrarse en sus proyectos musicales.
En enero de 2016, Alter Bridge se juntó de nuevo para grabar su quinto disco titulado The Last Hero, el cual fue publicado el 7 de octubre de 2016.
A pesar de ser vocalista de la banda, Myles se convirtió en el guitarrista rítmico durante las presentaciones en vivo y luego de la publicación de One Day Remains. Desde entonces, Kennedy toca la guitarra rítmica, y además toca partes solistas en numerosas canciones y durante presentaciones en vivo.
A principios de marzo hasta mayo de 2019, Alter Bridge se reunió para grabar su sexto álbum Walk The Sky, el cual fue publicado el 18 de octubre del mismo año. El 28 de junio de 2019 se liberó el primer sencillo "Wouldn't You Rather" y posteriormente se liberaron los temas "Pay No Mind" y "Take The Crown" el 25 de julio y 22 de agosto del mismo año respectivamente.

### Solista: Year Of The Tiger - 2018
El 8 de diciembre de 2017, Myles lanza el videoclip del primer sencillo de su primer álbum solista "Year Of The Tiger", el tema con el mismo nombre del álbum muestra un sonido distinto a sus anteriores trabajos. El 9 de enero y 16 de febrero de 2018 Napalm Records lanza los videos clips promocionales de "Haunted By Design" y "Devil On The Wall" respectivamente. El 9 de marzo de 2018 el álbum sale a la venta, y el mismo día Myles lanza el videoclip de "Love Can Only Heal". Este álbum marca el debut como solista de Myles Kennedy y también le da la oportunidad de procesar la muerte de su padre y es por lo tanto su desafío más grande en lo personal y emocional, el álbum tiene un sonido característico, que muestra influencias como Jimmy Page y John Sykes, que se funden en una amalgama atemporal y matizada, con melodías frágiles y guitarras acústicas arenosas, que no convierten a "Year of the Tiger" en un triste adiós, sino en una celebración de supervivencia y vida en todas sus facetas.

## Proyectos paralelos

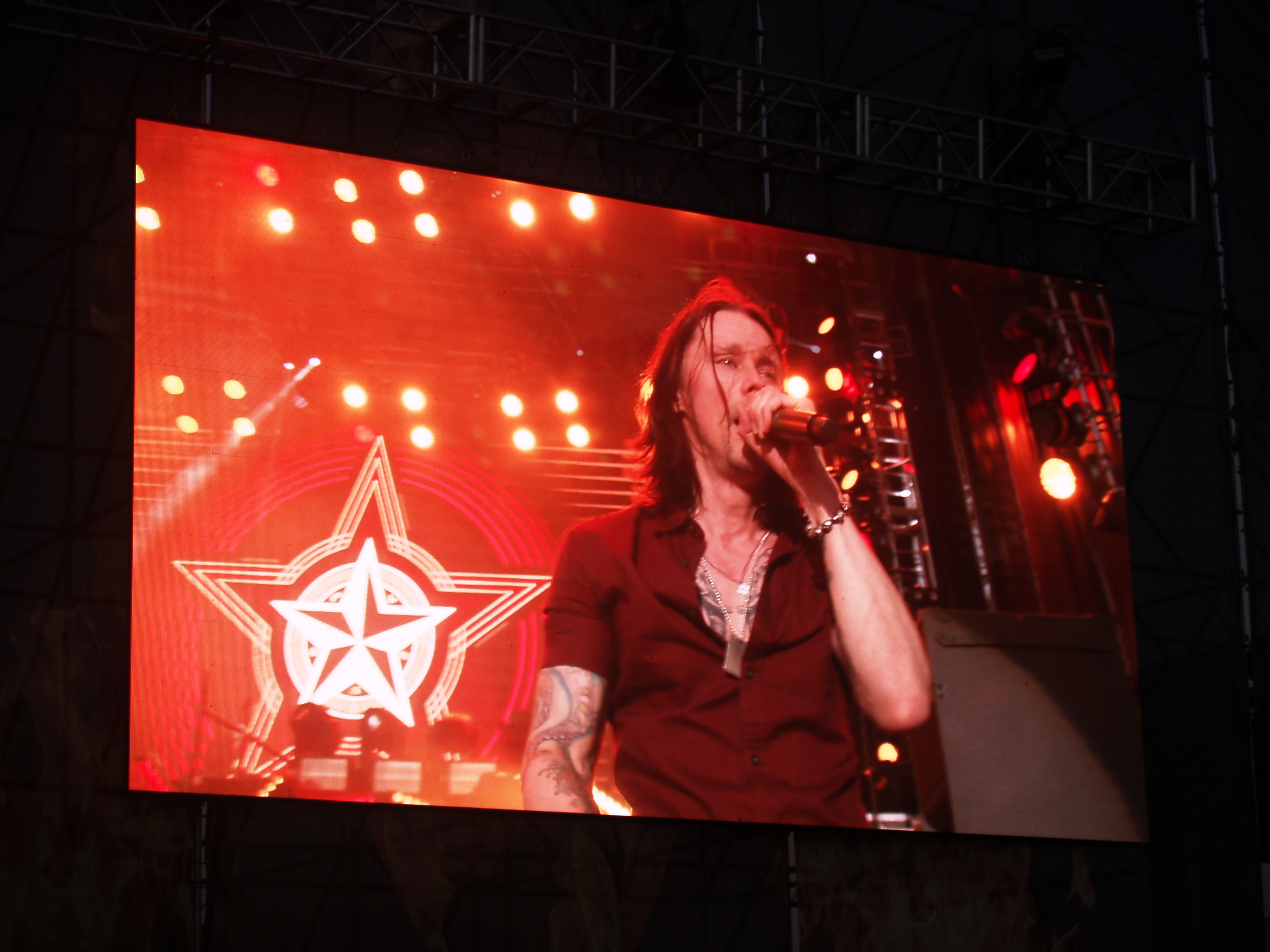
Kennedy en una pantalla del Rock Fest BCN en 2017

Kennedy ha confirmado que está trabajando en un proyecto paralelo en solitario durante una entrevista [3]. También declaró que está "intencionadamente tratando de hacer un disco que no sea agresivo", y luego agregó: "Está basado más como cantante y compositor. Diré que va a ser interesante". Más tarde reveló que tiene alrededor de 35 o más canciones a elegir para el álbum y que está trabajando actualmente en el álbum. Mientras tanto, Creed se ha embarcado en su gira de 2009 de los Estados Unidos, reunión en apoyo de su próximo álbum Full Circle.
Kennedy titulado Bofest de 2009, sobre 17 de octubre de 2009 [4], donde realizó una serie de Alter Bridge y las canciones Mayfield Four, así como cuatro covers ("Shooting Star" de Bad Company, "Sweet Child O 'mine" por Guns N'Roses, "Traveling Riverside Blues", de Robert Johnson, y "Hallelujah" de Leonard Cohen). No realizar ningún material en solitario, pero afirmó que actualmente se encuentra la grabación del álbum en Vancouver. Se espera que saldrá a principios de 2010, digital y luego en CD.
En la edición de enero de 2010 por el guitarrista del Reino Unido, anunció tres títulos de las canciones de su álbum: "La luz del día", "Complicated Man", y "El Bar Fly".
El 3 de febrero de 2010, Slash anunció en Myspace que Myles Kennedy es el cantante de su próxima gira mundial.

### Otros trabajos
Durante su etapa actual con Alter Bridge, Kennedy apareció en el álbum de 2005 de Fozzy All That Remains como vocalista invitado en la canción "Nameless Faceless", y también aparece como co-vocalista principal de la canción Sevendust "Sorrow" de su álbum de 2008, Chapter VII: Hope & Sorrow. Su compañero de la banda Alter Bridge, Mark Tremonti también aparece en estos álbumes, interpretando solos de guitarra en la canción "Hope" de los registros de Sevendust y en la canción de Fozzy "The Way I Am". Kennedy también apareció como invitado en el DVD instruccional de guitarra de Tremonti, "Mark Tremonti: The Sound & the Story" lanzado en 2008, en el que junto con varios otros músicos invitados como Michael Angelo Batio y Troy Stetina, aportó una lección y dio una instrucción a fondo sobre la forma de tocar su solo de guitarra en la canción que da título al álbum de Alter Bridge "Blackbird". Sin embargo, su aparición por primera vez en un álbum sea probablemente en la canción "Breakthrough", de Big Wreck.
En noviembre de 2009 y febrero de 2010, Kennedy grabó dos canciones ("Starlight" y "Back from Cali") para el álbum en solitario de Slash, Slash que fue lanzado en abril del 2010. En julio del mismo año salió el álbum en vivo Live in Manchester que recoge uno de los conciertos de Myles Kennedy con Slash, siendo oficialmente el vocalista que acompaña en todas las canciones en vivo de Slash. En 2018 Myles vuelve a participar con Slash junto a The Conspirators en el álbum Living the Dream, son 12 canciones escritas completamente por Slash y Myles Kennedy.
Participó en el primer álbum de estudio de Mark Morton, Anesthetic (2019) en la canción "Save Defiance" que a su vez es el tercer sencillo del álbum.

## Discografía

### Como solista
- (2018) Year of the Tiger
- (2021) The Ides Of March
- (2024) The Art of Letting Go

### Con Cosmic Dust
- (1991) Journey

### Con Citizen Swing
- (1993) Cure Me With the Groove
- (1995) Deep Down

### Con The Mayfield Four
- (1997) Motion (Sony Music)
- (1998) Fallout (Sony Music)
- (2001) Second Skin (Sony Music)

### Con Alter Bridge
- (2004) One Day Remains (Wind-Up Records)
- (2007) Blackbird (Universal)
- (2009) Live From Amsterdam
- (2010) AB III (Roadrunner Records)
- (2012) Live At Wembley
- (2013) Fortress
- (2016) The Last Hero
- (2019) Walk The Sky
- (2022) Pawns & Kings

### Con Slash
- (2010) Slash (Roadrunner Records) (Como invitado en "Back from Cali" y "Starlight")
- (2010) Live in Manchester (Roadrunner Records)
- (2011) Made In Stoke 24/7/11 (Eagle Rock Entertainment)

### Con Slash feat Myles Kennedy and The Conspirators
- (2012) Apocalyptic Love (Roadrunner Records)
- (2014) World on Fire (Dik Hayd International/Roadrunner Records)
- (2018) Living the Dream (Snakepit Records/Roadrunner Records)

- (2022) 4 (Snakepit Records/Roadrunner Records)

### Con Mark Morton
- (2019) Anesthetic (Como invitado en la canción “Save Defiance")

### Rockstar(2001)
Hace su aparición durante el concierto al final de la película. Concierto que el cantante protagonista (Mark Wahlberg como Chris "Izzy" Cole) escucha cantar entre el público a Myles Kennedy (que se hace llamar Mike) y lo invita a subir a cantar la canción sobre el escenario. Comienza entonces un dúo en el que Izzy se da cuenta de que la persona a la que ha hecho subir es su relevo pues, tiene la pasión y la voz necesaria como para sustituirlo en su puesto. Durante en el solo del guitarrista, en el cual se marchan al backstage, Izzy le da el micrófono a Mike (Myles Kennedy) y se marcha dejando a Mike sobre el escenario.